# Krzysztof Jakubowski (dyplomata)
Krzysztof Jakubowski (ur. 1949 w Milanówku) – polski dyplomata, podsekretarz stanu w MSZ (1996–1997), Stały Przedstawiciel RP przy Biurze ONZ w Genewie (1997–2004) oraz dyrektor generalny służby zagranicznej (1994–1995, 2004–2005).

## Życiorys
Absolwent Wydziału Prawa i Administracji Uniwersytetu Warszawskiego oraz Akademii Dyplomatycznej w Moskwie.
Pracę w Ministerstwie Spraw Zagranicznych rozpoczął w 1981. Był sekretarzem komitetu zakładowego PZPR w MSZ. Początkowo specjalizował się w problematyce rozbrojenia i operacji pokojowych Narodów Zjednoczonych. W latach 1989–1993 pracował, początkowo jako I sekretarz, a następnie jako radca ambasady w Londynie. W 1993 został mianowany dyrektorem gabinetu ministra Krzysztofa Skubiszewskiego. Przez krótki okres kierował także gabinetem Władysława Bartoszewskiego. Rok później został powołany na funkcję dyrektora generalnego MSZ, odpowiadającego za administrację, budżet i finanse resortu. W 1996 został mianowany podsekretarzem stanu w MSZ odpowiedzialnym za prace m.in. Departamentu Prawno-Traktatowego oraz Departamentu Europy Środkowej i Wschodniej, a także Departamentu Administracji i Finansów oraz Zarządu Obsługi MSZ. W 1997 został mianowany ambasadorem – stałym przedstawicielem RP przy ONZ w Genewie; funkcję tę sprawował do 2004. W tym czasie był m.in. wiceprzewodniczącym 56. Sesji Komisji Praw Człowieka oraz współprzewodniczącym 58. Sesji. Po powrocie do kraju 1 września 2004 objął stanowisko dyrektora generalnego służby zagranicznej, które piastował do 2005. W 2005 Sejmowa Komisja Spraw Zagranicznych negatywnie zaopiniowała propozycję objęcia przez niego stanowiska ambasadora w Indiach.